# Bromarvsfjärden
Bromarvsfjärden är en fjärd i Finland. Den ligger i landskapet Egentliga Finland i den sydvästra delen av landet, 110 km väster om huvudstaden Helsingfors.
Bromarvsfjärden avgränsas av Padvalandet i öster och söder samt Pettu i nordväst. Den ansluter till Orvlaxfjärden i väster och till Ekholmsfjärden i norr via Korsuddshålet.